# Assedio di Utrecht
L'assedio di Utrecht ebbe luogo dal 23 giugno al 31 agosto 1483 come parte della Guerra tra Hoeken e Kabeljauwen e della Seconda guerra civile di Utrecht.

## Antefatto
I borgognoni avevano tentato di ottenere il controllo del Vescovato di Utrecht sin dal 1456, quando David di Borgogna era divenuto il nuovo principe-vescovo di quella sede. Supportato dagli Hoeken, questo conflitto era collegato alla secolare Guerra tra Hoeken e Kabeljauwen. 
Quando Carlo il Temerario morì improvvisamente nel 1477, l'opposizione a Davide di Borgogna si riaccese, culminando nella Seconda guerra civile di Utrecht (1481–1483).
Davide di Borgogna dovette abbandonare Utrecht e cercare il supporto del nuovo regnante della Borgogna, Massimiliano d'Austria.
Dopo che la città di Utrecht tornò nelle mani del principe-vescovo il 21 aprile 1483, Davide venne sorpreso l'8 maggio durante un raid notturno degli Hoeken e venne catturato ed imprigionato ad Amersfoort.
Quando Massimilano d'Austria seppe della notizia, costituì un grande esercito sotto il comando di Joost de Lalaing per assediare Utrecht.

## L'assedio
L'arciduca Massimiliano pose il proprio accampamento appena fuori le mura di Utrecht il 23 giugno e mosse l'assedio alla città. Il bombardamento della città ad opera delle sue truppe minarono seriamente le difese locali e gli Hoeken ben presto chiesero la tregua. Il visconte Jan di Montfoort, Engelberto di Kleve e Gerrit Zoudenbalch lasciarono la città per negoziare i termini della resa con l'arciduca. Il visconte non era preparato ad accettare i termini di Massimiliano senza prima una consultazione coi suoi alleati e pertanto Engelberto di Kleve e Gerrit Zoudenbalch vennero lasciati come ostaggi mentre Jan tornò in città. Poco dopo un'azione sconsiderata delle truppe di Massimiliano ruppe la tregua e per reazione gli Hoekn del visconte di Montfoort ripresero le ostilità con gli assedianti. Engelberto di Kleve e Gerrit Zoudenbalch si ritrovarono così prigionieri di guerra.
La ripresa delle ostilità portò ad un combattimento mano a mano per la conquista di Utrecht che peggiorava giorno dopo giorno con copiose perdite da ambo i lati. Con la dispersione dei capi Hoeken, scoraggiati o prigionieri, il partito pacifista di Utrecht calmò l'anti-borgognone visconte Jan. Massimiliano, che sul campo aveva perso anche il proprio stadtholder Joost de Lalaing, era ora più incline alla pace. Le sue condizioni per la capitolazione furono dure, ma non così dure come in precedenza.

## Conseguenze
Avendo preso il controllo di Utrecht, l'arciduca continuò verso Amersfoort, dove liberò Davide di Borgogna. Per ragioni finanziarie, politiche ed economiche era interesse sia di Massimiliano che di Davide di Borgogna riconciliarsi coi propri avversari e per questo avviarono una politica post-bellica moderata.